# Chelon bispinosus
Chelon bispinosus is een straalvinnige vissensoort uit de familie van harders (Mugilidae). De wetenschappelijke naam van de soort is voor het eerst geldig gepubliceerd in 1825 door Bowdich.